# Capitão Alberto Neto
Alberto Barros Cavalcante Neto (Fortaleza, 5 de maio de 1982), mais conhecido como Capitão Alberto Neto é um policial militar e político brasileiro, filiado ao Partido Liberal (PL). Nas eleições de 2018, foi eleito deputado federal pelo Amazonas, obtendo 107.168 votos totalizados (6,08% dos votos válidos). Em 2022 se reelegeu, com 147.821 votos, a segunda maior votação do estado.

## Biografia
Pai de três filhos, iniciou sua trajetória profissional aos 17 anos, como professor. Logo depois, prestou concurso e ingressou na carreira militar como sargento da Força Aérea Brasileira, na função de controlador de voo.
Em 2008, entrou para a Polícia Militar do Amazonas e, como policial de carreira, foi comandante da Companhia Interativa Comunitária (Cicom) e do Pelotão da Ronda Ostensiva Cândido Mariano (Rocam), além de subcomandante do Batalhão da Força Tática e subdiretor do Departamento de Comunicação Social da PMAM.
Formado em Segurança Pública (UEA) e em Direito (UNICID), o parlamentar é pós-graduado nas áreas de Gestão Pública (UEA), Ciências Jurídicas (UNICID), Docência no Ensino Superior (La Salle).
Desempenho eleitoral
| Ano  | Eleição               | Partido      | Cargo            | Votos   | %                 | Resultado  | Ref    |
| ---- | --------------------- | ------------ | ---------------- | ------- | ----------------- | ---------- | ------ |
| 2018 | Estaduais no Amazonas | PRB          | Deputado federal | 107.168 | 6,08%             | Eleito     | [ 10 ] |
| 2020 | Municipal de Manaus   | Republicanos | Prefeito         | 76.576  | 7,95%             | Não eleito | [ 11 ] |
| 2022 | Estaduais no Amazonas | PL           | Deputado federal | 147.846 | 7,42%             | Eleito     | [ 12 ] |
| 2024 | Municipal de Manaus   | PL           | Prefeito         | 275.063 | 24,94% (1º Turno) | Não eleito | [ 13 ] |
| 2024 | Municipal de Manaus   | PL           | Prefeito         | 479.297 | 45,41% (2° Turno) | Não eleito | [ 13 ] |